# Exekutivbediensteter

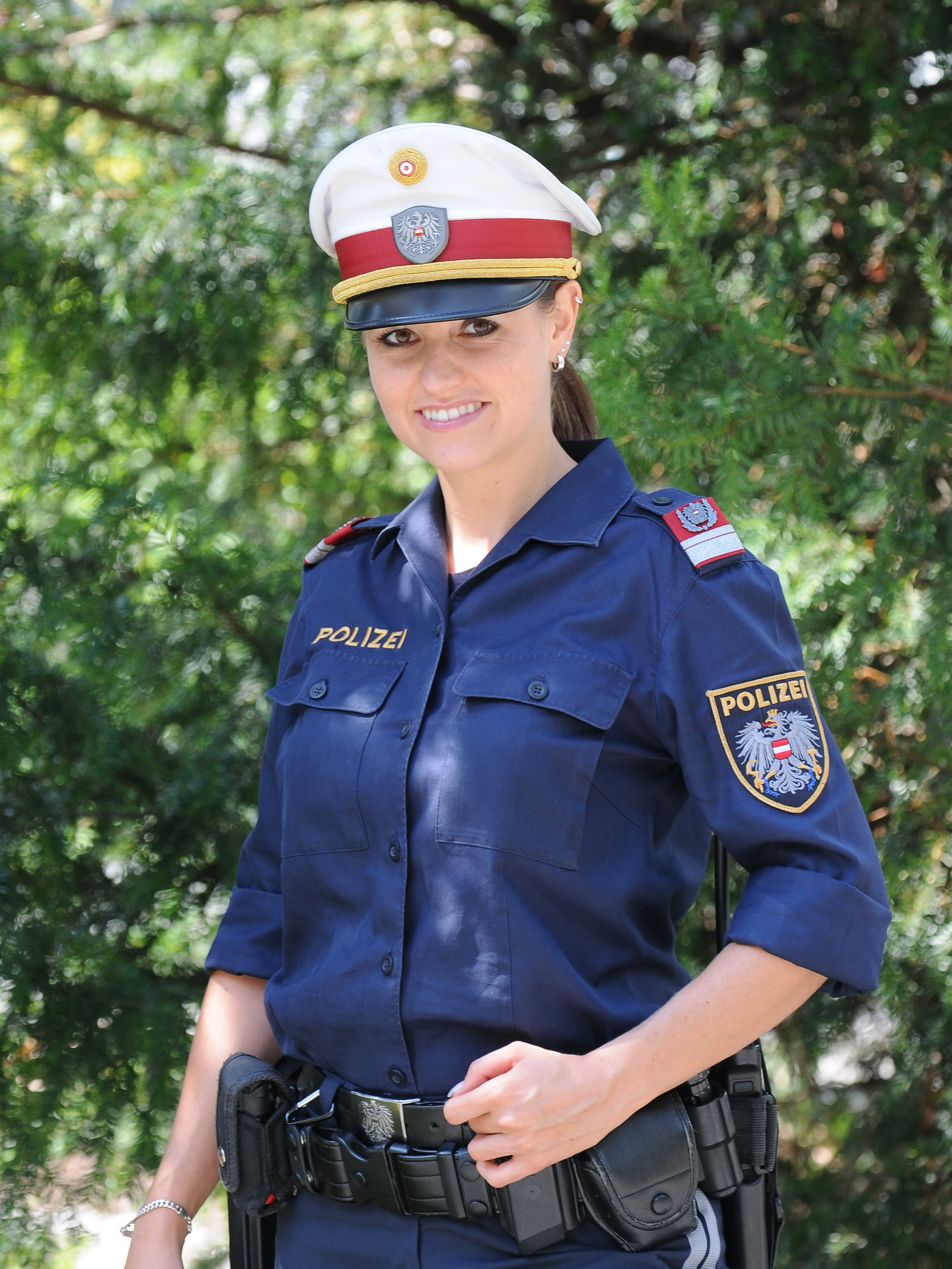
Exekutivbedienstete (Beamtin der österreichischen Bundespolizei)

Als Exekutivbediensteter (EB) wird in Österreich ein Beamter oder Vertragsbediensteter bezeichnet, der Exekutivdienst verrichtet. Dieses sind meist Angehörige der Wachkörper Bundespolizei und Justizwache, aber auch z. B. Angehörige des EKO Cobra oder der Flugpolizei. Nicht als EB gelten z. B. rechtskundige Beamte des Höheren Dienstes der Sicherheitsbehörden (Polizeijuristen).
Exekutivbediensteter ist ein Amtstitel gemäß dem Beamten-Dienstrechtsgesetz 1979 (§§ 142, 145a BDG). Zusätzlich trägt jeder EB einen Dienstgrad als Verwendungsbezeichnung der österreichischen Exekutivbediensteten.
Der Begriff des EB ist der Nachfolger der Bezeichnungen Wachmann (eigentlich Sicherheitswachebeamter aus dem Bereich des Bundessicherheitswachekorps) sowie des Gendarmen (eigentlich Gendarmeriebeamter aus dem Bereich der Bundesgendarmerie). 
Im Bereich der Bundespolizei existieren noch die inoffiziellen Bezeichnungen uniformierter Exekutivbediensteter (uEB), welche für die im täglichen Straßenbild in Erscheinung tretenden, uniformierten Polizisten gilt, sowie ziviler Exekutivbediensteter (zEB), welche für die, vorwiegend Kriminaldienst verrichtenden, zivil gekleideten Polizisten gilt.
Der Exekutivdienst des Bundes hat 2010 einen Personalstand von 29.689 Vollbeschäftigungsäquivalenten (VBÄ). In dieser Zahl sind die Polizei und etwa 3.100 Beamte der Justizwache enthalten. 95,5 Prozent der Exekutivbediensteten sind Beamte. Das mittlere Bruttojahreseinkommen von Exekutivbeamten beträgt € 46.600 und setzt sich aus dem Grundgehalt, Zulagen und Nebengebühren zusammen.